# اپلاید متریال
اپلاید متریال (به انگلیسی: Applied Materials) یک شرکت آمریکایی است که تجهیزات، خدمات و نرم‌افزارهایی را برای تولید تراشه‌های نیمه هادی (مدار مجتمع) برای الکترونیک، نمایشگرهای صفحه تخت برای رایانه‌ها، تلفن‌های هوشمند و تلویزیون و محصولات خورشیدی فراهم می‌کند. این شرکت همچنین تجهیزات لازم برای تولید روکش‌های الکترونیکی انعطاف‌پذیر، بسته‌بندی و سایر کاربردها را تأمین می‌کند. دفتر مرکزی این شرکت در سانتا کلارا، کالیفرنیا، در دره سیلیکون است.